# Mineralcorticoide
I mineralcorticoidi sono corticosteroidi che concorrono alla regolazione dell'equilibrio idro-salino. Sono naturalmente prodotti nella zona glomerulare della corticale delle ghiandole surrenali oppure possono essere ottenuti mediante sintesi chimica, come nel caso del fludrocortisone (glucocorticoide di sintesi con azione antinfiammatoria e mineralcorticoide).
Il principale mineralcorticoide è l'aldosterone, che viene secreto su stimolo mediato dal sistema renina-angiotensina-aldosterone.

## Meccanismo d'azione
I mineralcorticoidi esplicano la loro azione attraverso il legame con il recettore cortisolico per mineralcorticoidi che si trova a livello delle cellule del tubulo renale. Il complesso mineralcorticoide-recettore migra poi nel nucleo, dove, attraverso il legame a specifiche sequenze di DNA (HRE hormone responsive elements), influenza l'espressione dei geni responsivi a mineralcorticoidi.

## Effetti
Trattiene il sodio nei reni, favorisce l'espulsione del potassio e induce ritenzione idrica. Queste azioni mediano l'aumento della pressione arteriosa.
Tutti i mineralcorticoidi hanno anche un effetto glucocorticoide, sebbene la loro potenza sia moderata e variabile.

## Patologia
Nel morbo di Addison la secrezione di mineralcorticoidi è soppressa a causa di una disfunzione o di un danno a carico delle ghiandole surrenali.
Nella sindrome di Conn la secrezione di mineralcorticoidi è aumentata (iperaldosteronismo primario) a causa della presenza di un adenoma, o più raramente un carcinoma, a livello della zona glomerulare delle ghiandole surrenali.